# Piotr Stoliarski
Piotr Stoliarski   (Lípovets, 18 de novembre de 1871 (Julià) - Iekaterinburg, 29 d'abril de 1944), nom complet amb patronímic Piotr Solomónovitx Stoliarski, rus: Пётр Соломонович Столярский, ucraïnès: Петро Соломонович Столярський, Petrò Solomònovitx Stoliarski, nascut Pèissakh Xléimovitx Stoliarski, ucraïnès: Пе́йсах Шле́ймович Столя́рський, fou un violinista soviètic i eminent pedagog, honrat com a Artista del Poble de l'RSS d'Ucraïna (1939). Va ser membre del Partit Comunista de la Unió Soviètica des de 1939.

## Biografia
Stoliarski primer va estudiar amb el seu pare, després amb Stanisław Barcewicz a Varsòvia, i posteriorment amb Emil Młynarski i Josef Karbulka a Odessa. El 1893 es va graduar a l'escola de música d'Odessa. El 1893-1919 es va convertir en membre de l'orquestra de l'Òpera d'Odessa. Des del 1898 va començar la seva activitat pedagògica ensenyant a infants a partir dels 4 anys. El 1912 va obrir la seva pròpia escola de música. Des del 1919 va ensenyar al conservatori d'Odessa (on va ser professor el 1923). Va fundar l'Escola d'Odessa de violí i es va convertir en un dels fundadors de l'escola soviètica de violí, tenint entre els seus alumnes a Michael Rosenker. Pel que fa als professors de violí, a través del seu mestre Emil Młynarski és el "great-son" de Leopold Auer i el "great-great-son" de Joseph Joachim. A través del seu mestre Stanisław Barcewicz és el "great-son" de Niccolo Paganini.
Els seus estudiants van guanyar els millors premis entre importants concursos. Al Concurs de violí Henryk Wieniawski de 1935, a Varsòvia, dos dels seus alumnes van guanyar premis: David Oistrakh i Boris Goldstein. (Resultat oficial; Ginette Neveu de França va ser el primer, David Oistrakh el segon, Henri Temianka el tercer, Boris Goldstein el quart i Josef Hassid de Polònia el diploma honorífic.)
El 1937, en una de les competicions internacionals més prestigioses del seu temps, l'"International Ysaye Competition", els estudiants de Stoliarskiy van causar sensació. David Óistrakh, Boris Goldstein, Yelizaveta Gilels i Mikhail Fikhtengoltz van obtenir els millors premis.
| « | <"Els resultats de les sessions van crear una profunda impressió: l'escola soviètica, amb una seguretat que limitava amb la prepotència, va endur-se tots els premis des del primer moment. Aquest últim va ser atorgat sense la més mínima discussió al gran David Oistrakh. Tothom tenia per conformar-se amb les engrunes; l'escola de violí belga, tot i que encara era un orgull, va fracassar i la seva absència a la final va ser molt comentada; Arthur Grumiaux i Carlo Van Neste, joves i sense experiència, no van poder convèncer el jurat."> | » |

 A la Unió Soviètica, el nom de Stoliarski va estar sempre associat al mètode pedagògic especial per a la instrucció (s) professional (s) en música per a nens superdotats (des de ben petit). Stoliarski tenia unes excel·lents qualitats personals de mestre mestre, uns instints musicals elevats i un talent organitzatiu que li permetien assolir els màxims resultats.
Entre els seus alumnes estrella hi havia David Óistrakh, Nathan Milstein, Iosif Brodsky, Samuil Furer, Boris Goldstein, Mikhail Goldstein, Daniel Shindarov, Elizabeth Gilels (esposa del violinista soviètic Leonid Kógan i germana de l'eminent pianista Emil Guílels), Igor Oistrakh, Mikhail Fikhtengoltz i Eduard Grach, que va ser un dels seus últims alumnes.

El nom de Stoliarski també s'associa amb l'Escola de Stoliarski, una escola de música especial per a nens superdotats a Odessa (que es va inaugurar el 1933 per iniciativa seva). Va ser guardonat amb l'Orde de la Bandera Roja del Treball. 
| « | <El talent de Stoliarski per a l'ensenyament era certament inigualable. De seguida va conèixer un talent quan en va veure un, realment, agafant la mà d'un nen, va poder saber de tant en tant si seria un bon músic o no. En veure el petit David Oistrakh, fill d'un dels cantants del teatre (a l'Òpera d'Odessa), li va dir que el noi algun dia es convertiria en un intèrpret meravellós. I com sempre va passar, la seva profecia es va complir perfectament...> | » |

- Eduard Grach -
Va morir a Sverdlovsk (URSS) el 1944, als 72 anys.

## Distincions i guardons
- Orde de la Bandera Roja del Treball
- Artista del Poble de l'RSS d'Ucraïna